# Neilia Hunter
Neilia Hunter Biden (Skaneateles, Nueva York, 28 de julio de 1942-Wilmington, 18 de diciembre de 1972) fue una maestra estadounidense y la primera esposa de Joe Biden, 46.° presidente de los Estados Unidos. Falleció en un accidente automovilístico en 1972 con su hija pequeña, Naomi; mientras sus dos hijos, Beau y Hunter, resultaron gravemente heridos pero sobrevivieron.

## Primeros años y educación
Neilia Hunter nació el 28 de julio de 1942 en Skaneateles, Nueva York, de Louise (de soltera Basel) y Robert Hunter. Asistió a Penn Hall, un internado de secundaria en Pennsilvania. Participó activamente en el club de francés de la escuela, el hockey, la natación y el consejo estudiantil. Después de la escuela secundaria, asistió a la Universidad de Siracusa y fue maestra de escuela en el distrito escolar de la ciudad de Siracusa. Estaba relacionada con el exconcejal de la ciudad de Auburn, Nueva York, Robert Hunter.

## Matrimonio
Neilia Hunter conoció a Joe Biden en Nasáu, Bahamas, mientras Biden estaba de vacaciones de primavera. Biden poco después se mudó a Siracusa y asistió a la facultad de Derecho. La pareja se casó el 27 de agosto de 1966. Después de la boda, los Biden se mudaron a Wilmington, Delaware, donde Biden formó parte del Consejo del Condado de New Castle. La pareja tuvo tres hijos: Joseph Robinette "Beau", Robert Hunter y Naomi. Biden hizo campaña para desbancar al senador estadounidense de Delaware J. Caleb Boggs y Neilia fue descrita como el "cerebro" de su campaña.

## Muerte
El 18 de diciembre de 1972, poco después de que su esposo se convirtiera en senador electo por los Estados Unidos, Neilia conducía con los niños Naomi, Beau y Hunter para comprar un árbol de Navidad. Cuando se incorporó al tráfico, el automóvil fue golpeado en un cruce por un camión. La policía determinó que Neilia se interpuso en el camino de un camión con remolque, posiblemente porque tenía la cabeza vuelta hacia el otro lado y no vio el camión que se aproximaba. Neilia y Naomi murieron, pero sus dos hijos sobrevivieron con heridas graves. Biden luego generó controversia al hacer acusaciones incorrectas de que el conductor del camión, Curtis Dunn, quien murió en 1999, estaba borracho en ese momento. Biden fue juramentado en el Senado en el hospital de Wilmington donde sus hijos estaban siendo tratados.

## Legado
En un discurso de graduación en la Universidad de Yale en 2015, Biden habló de su esposa y dijo: 

Seis semanas después de mi elección, todo mi mundo cambió para siempre. Mientras estaba en Washington contratando personal, recibí una llamada telefónica. Mi esposa y mis tres hijos estaban de compras navideñas, un camión con remolque los embistió y mató a mi esposa y a mi hija. Y no estaban seguros de que mis hijos vivirían.

 El parque Neilia Hunter Biden Park en Wilmington, Delaware, está dedicado en su memoria. El Cayuga Community College en Auburn, donde el padre de Neilia dirigía el servicio de alimentos durante muchos años, otorga anualmente el Premio Neilia Hunter Biden a dos graduados, uno en periodismo y otro en literatura inglesa. Entre los primeros ganadores se encontraba William (Bill) Fulton, quien más tarde fue alcalde de Ventura, California.[cita requerida]